# Championnats d'Antigua-et-Barbuda de cyclisme sur route
Les championnats d'Antigua-et-Barbuda de cyclisme sur route sont les championnats nationaux de cyclisme sur route d'Antigua-et-Barbuda.

## Hommes

### Podiums de la course en ligne
| Année | Vainqueur         | Deuxième        | Troisième           |
| ----- | ----------------- | --------------- | ------------------- |
| 2006  | Lynn Murray       | Robert Marsh    | Ken Jackson         |
| 2007  | Robert Marsh      | Ken Jackson     | Jyme Bridges        |
| 2008  | Jyme Bridges      | Lynn Murray     | Cosmos Richardson   |
| 2009  | Jyme Bridges      | Ken Jackson     | Robert Marsh        |
| 2010  | Cosmos Richardson | Robert Marsh    | Ken Jackson         |
| 2011  | Jyme Bridges      | Robert Marsh    | Marvin Spencer      |
| 2012  | Jyme Bridges      | André Simon     | Lynn Murray         |
| 2013  | André Simon       | Robert Marsh    | Ken Jackson         |
| 2014  | Jyme Bridges      | Robert Marsh    | Marvin Spencer      |
| 2015  | Jyme Bridges      | André Simon     | Robert Marsh        |
| 2016  | Conroy Thomas     | Marvin Spencer  | André Simon         |
| 2017  | Robert Marsh      | Jeffrey Kelsick | Conroy Thomas       |
| 2018  | Jyme Bridges      | Robert Marsh    | Conroy Thomas       |
| 2019  | Conor Delanbanque | Robert Marsh    | Jyme Bridges        |
| 2020  | Pas organisé      | Pas organisé    | Pas organisé        |
| 2021  | Emmanuel Gayral   | Jeffery Kelsick | Sean Weathered      |
| 2022  | Jyme Bridges      | Sean Weathered  | Emmanuel Gayral     |
| 2023  | Jyme Bridges      | Emmanuel Gayral | Jeffery Kelsick     |
| 2024  | Jyme Bridges      | Robert Marsh    | Conroy Thomas       |
| 2025  | Jyme Bridges      | Newell Mack     | Alexander Whittaker |

Multi-titrés
- 10 : Jyme Bridges
- 2 : Robert Marsh

### Podiums du contre-la-montre
| Année | Vainqueur       | Deuxième         | Troisième        |
| ----- | --------------- | ---------------- | ---------------- |
| 2009  | Robert Marsh    | Jyme Bridges     | Dale Richardson  |
| 2010  | Robert Marsh    | Jyme Bridges     | Marvin Spencer   |
| 2011  | Marvin Spencer  | Robert Marsh     | Dale Richardson  |
| 2012  | Robert Marsh    | Marvin Spencer   | Jyme Bridges     |
| 2013  | Jyme Bridges    | Robert Marsh     | Marvin Spencer   |
| 2014  | André Simon     | Robert Marsh     | Jyme Bridges     |
| 2015  | Robert Marsh    | Marvin Spencer   | André Simon      |
| 2016  | André Simon     | Marvin Spencer   | Tesheed Gordon   |
| 2017  | Marvin Spencer  | Robert Marsh     | Joshua Gayral    |
| 2018  | Robert Marsh    | Devon Norris     | Jyme Bridges     |
| 2019  | Robert Marsh    | Jyme Bridges     | Renée Gayral Jr. |
| 2020  | Pas organisé    | Pas organisé     | Pas organisé     |
| 2021  | Robert Marsh    | Jeffery Kelsick  | Ghere Coates     |
| 2022  | Emmanuel Gayral | Robert Marsh     | Sean Weathered   |
| 2023  | Robert Marsh    | Jyme Bridges     | Jeffery Kelsick  |
| 2024  | Robert Marsh    | Jyme Bridges     | Abbiel Flemming  |
| 2025  | Robert Marsh    | Jahiem Telemaque | Delvin Peters    |

Multi-titrés
- 8 : Robert Marsh
- 2 : André Simon, Marvin Spencer

## Femmes

### Podiums de la course en ligne
| Année | Vainqueur       | Deuxième         | Troisième         |
| ----- | --------------- | ---------------- | ----------------- |
| 2009  | Tamiko Butler   | Cristal Clashing | Lindsay Duffy     |
| 2010  | Lindsay Duffy   | Dorothy Graham   |                   |
| 2011  | Tamiko Butler   | Lindsay Duffy    |                   |
| 2012  | Tamiko Butler   | Lindsay Duffy    | Dorothy Graham    |
| 2013  | Tamiko Butler   | Kevinia Francis  | Iola Moses        |
| 2014  | Kevinia Francis |                  |                   |
| 2015  | Tamiko Butler   | Kevinia Francis  | Janice Sutherland |
| 2016  | Tamiko Butler   | Lindsay Duffy    | Kevinia Francis   |
| 2017  | Vanessa Kelsick | Jackie Ashford   | Lindsay Duffy     |
| 2020  |                 |                  |                   |
| 2021  | Vanessa Kelsick | Chasondre Tonge  | Lindsay Duffy     |
| 2022  |                 |                  |                   |
| 2023  |                 |                  |                   |
| 2024  |                 |                  |                   |

Multi-titrés
- 6 : Tamiko Butler
- 2 : Vanessa Kelsick

### Podiums du contre-la-montre
| Année | Vainqueur       | Deuxième         | Troisième                 |
| ----- | --------------- | ---------------- | ------------------------- |
| 2009  | Tamiko Butler   | Cristal Clashing | Lindsay Duffy             |
| 2010  | Tamiko Butler   | Lindsay Duffy    | Dorothy Graham            |
| 2011  | Tamiko Butler   | Jamila Jonas     |                           |
| 2012  | Tamiko Butler   | Lindsay Duffy    | Kevinia Francis           |
| 2013  | Kevinia Francis | Lindsay Duffy    | Alisha David              |
| 2014  | Tamiko Butler   | Kevinia Francis  | Margarita Fernandez Lores |
| 2015  | Lindsay Duffy   | Kevinia Francis  | Janice Sutherland         |
| 2016  | Tamiko Butler   | Kevinia Francis  | Lindsay Duffy             |
| 2017  | Vanessa Kelsick | Lindsay Duffy    | Jackie Ashford            |
| 2020  |                 |                  |                           |
| 2021  | Lindsay Duffy   | Chasondre Tonge  | Cathia Christopher        |
| 2022  |                 |                  |                           |
| 2023  |                 |                  |                           |
| 2024  |                 |                  |                           |

Multi-titrés
- 6 : Tamiko Butler

## Juniors Hommes

### Podiums de la course en ligne
| Année | Vainqueur        | Deuxième         | Troisième        |
| ----- | ---------------- | ---------------- | ---------------- |
| 2015  | Emmanuel Gayral  | Joel Phillip     | Joshua Gayral    |
| 2016  | Nigel Fabian     |                  |                  |
| 2017  | Emmanuel Gayral  | Renée Gayral Jr. | David Simmons    |
| 2019  | Renée Gayral Jr. | Aiden Cannonier  | David Simmons    |
| 2022  | Tahje Browne     | Dejaun Francis   | Jahiem Telemaque |
| 2023  | Tahje Browne     | Devonte Francis  |                  |
| 2025  | Aiden Tonge      | Jomari King      |                  |

Multi-titrés
- 2 : Emmanuel Gayral

### Podiums du contre-la-montre
| Année | Vainqueur       | Deuxième         | Troisième           |
| ----- | --------------- | ---------------- | ------------------- |
| 2011  | Tesheed Gordon  | Tristan Matthew  | Joel Phillip        |
| 2012  | Tristan Matthew | Jermane James    | Colin James Jr.     |
| 2013  | Tesheed Gordon  | Joel Phillip     | Colin James Jr.     |
| 2015  | Dwayne Degroot  | Nigel Fabian     | Emmanuel Gayral     |
| 2016  | Nigel Fabian    | Kyron Thomas     |                     |
| 2017  | Emmanuel Gayral | Renée Gayral Jr. | David Simmons       |
| 2022  | Tahje Browne    | Jahiem Telemaque | Aden Murray-Watkins |
| 2023  | Tahje Browne    | Jahiem Telemaque | Jayonte Joseph      |
| 2025  | Aiden Tonge     |                  |                     |

Multi-titrés
- 2 : Tesheed Gordon

## Débutants Hommes

### Podiums du contre-la-montre
| Année | Vainqueur    | Deuxième     | Troisième |
| ----- | ------------ | ------------ | --------- |
| 2012  | Nigel Fabian | Joel Phillip |           |
| 2013  | Nigel Fabian |              |           |

Multi-titrés
- 2 : Nigel Fabian